# Kolumbia az 1996. évi nyári olimpiai játékokon
Kolumbia az egyesült államokbeli Atlantában megrendezett 1996. évi nyári olimpiai játékok egyik részt vevő nemzete volt. Az országot az olimpián 9 sportágban 48 sportoló képviselte, akik érmet nem szereztek.

## Atlétika
Férfi
| Versenyző            | Versenyszám     | Előfutam | Előfutam | Előfutam | Elődöntő | Elődöntő | Elődöntő | Döntő         | Döntő         |
| Versenyző            | Versenyszám     | Idő      | Hely.    | Össz.    | Idő      | Hely.    | Össz.    | Idő           | Helyezés      |
| -------------------- | --------------- | -------- | -------- | -------- | -------- | -------- | -------- | ------------- | ------------- |
| William Roldán       | 5000 m          | 14:39,50 | 10.      | 35.      | kiesett  | kiesett  | kiesett  | kiesett       | kiesett       |
| Herder Vázquez       | 10 000 m        | 33:26,15 | 20.      | 41.      | kiesett  | kiesett  | kiesett  | kiesett       | kiesett       |
| Carlos Grisales      | Maraton         |          |          |          |          |          |          | 2:15:56       | 11.           |
| Julio Hernández      | Maraton         |          |          |          |          |          |          | 2:41:56       | 102.          |
| Héctor Moreno Moreno | 20 km gyaloglás |          |          |          |          |          |          | nem ért célba | nem ért célba |
| Héctor Moreno Moreno | 50 km gyaloglás |          |          |          |          |          |          | 3:54:57       | 16.           |

| Versenyző   | Versenyszám | Selejtező | Selejtező | Döntő    | Döntő    |
| Versenyző   | Versenyszám | Eredmény  | Helyezés  | Eredmény | Helyezés |
| ----------- | ----------- | --------- | --------- | -------- | -------- |
| Gilmar Mayo | Magasugrás  | 226 cm    | 21.       | kiesett  | kiesett  |

Női
| Versenyző                                                      | Versenyszám     | Előfutam      | Előfutam      | Előfutam      | Negyeddöntő | Negyeddöntő | Negyeddöntő | Elődöntő | Elődöntő | Elődöntő | Döntő   | Döntő    |
| Versenyző                                                      | Versenyszám     | Idő           | Hely.         | Össz.         | Idő         | Hely.       | Össz.       | Idő      | Hely.    | Össz.    | Idő     | Helyezés |
| -------------------------------------------------------------- | --------------- | ------------- | ------------- | ------------- | ----------- | ----------- | ----------- | -------- | -------- | -------- | ------- | -------- |
| Zandra Borrero                                                 | 100 m           | 11,62         | 5.            | 36.           | kiesett     | kiesett     | kiesett     | kiesett  | kiesett  | kiesett  | kiesett | kiesett  |
| Mirtha Brock                                                   | 100 m           | 11,83         | 7.            | 43.           | kiesett     | kiesett     | kiesett     | kiesett  | kiesett  | kiesett  | kiesett | kiesett  |
| Patricia Rodríguez                                             | 200 m           | 23,13         | 4.            | 16.           | 23,50       | 6.          | 27.         | kiesett  | kiesett  | kiesett  | kiesett | kiesett  |
| Felipa Palacios                                                | 200 m           | 24,12         | 7.            | 41.           | kiesett     | kiesett     | kiesett     | kiesett  | kiesett  | kiesett  | kiesett | kiesett  |
| Ximena Restrepo                                                | 400 m           | nem ért célba | nem ért célba | nem ért célba | kiesett     | kiesett     | kiesett     | kiesett  | kiesett  | kiesett  | kiesett | kiesett  |
| Mirtha Brock Felipa Palacios Patricia Rodríguez Zandra Borrero | 4 × 100 m váltó | 44,16         | 4.            | 9.            |             |             |             |          |          |          | kiesett | kiesett  |
| Ingladini González                                             | Maraton         |               |               |               |             |             |             |          |          |          | 2:35:45 | 22.      |

| Versenyző         | Versenyszám   | Selejtező | Selejtező | Döntő    | Döntő    |
| Versenyző         | Versenyszám   | Eredmény  | Helyezés  | Eredmény | Helyezés |
| ----------------- | ------------- | --------- | --------- | -------- | -------- |
| Zuleima Aramendiz | Gerelyhajítás | 54,24 m   | 28.       | kiesett  | kiesett  |

## Birkózás
Kötöttfogású
| Versenyző          | Versenyszám | 32-es főtábla                 | Nyolcaddöntő      | Negyeddöntő       | Elődöntő          | Vigaszág 2. kör                | Vigaszág 3. kör   | Vigaszág 4. kör   | Vigaszág 5. kör   | Vigaszág 6. kör   | Bronz- mérkőzés   | Döntő             | Helyezés |
| Versenyző          | Versenyszám | Ellenfél Eredmény             | Ellenfél Eredmény | Ellenfél Eredmény | Ellenfél Eredmény | Ellenfél Eredmény              | Ellenfél Eredmény | Ellenfél Eredmény | Ellenfél Eredmény | Ellenfél Eredmény | Ellenfél Eredmény | Ellenfél Eredmény | Helyezés |
| ------------------ | ----------- | ----------------------------- | ----------------- | ----------------- | ----------------- | ------------------------------ | ----------------- | ----------------- | ----------------- | ----------------- | ----------------- | ----------------- | -------- |
| José Escobar       | 68 kg       | Rodney Smith (USA) · 1–6      |                   |                   |                   | Szamvel Manoukjan (ARM) · 0–12 | kiesett           | kiesett           | kiesett           | kiesett           | kiesett           |                   | 21.      |
| Juan Diego Giraldo | 100 kg      | Heorhij Szoldadze (UKR) · 0–4 |                   |                   |                   | Emilio Suárez (VEN) · 0–3      | kiesett           | kiesett           | kiesett           | kiesett           | kiesett           |                   | 17.      |

Szabadfogású
| Versenyző            | Versenyszám | 32-es főtábla                | Nyolcaddöntő      | Negyeddöntő       | Elődöntő          | Vigaszág 2. kör              | Vigaszág 3. kör   | Vigaszág 4. kör   | Vigaszág 5. kör   | Vigaszág 6. kör   | Bronz- mérkőzés   | Döntő             | Helyezés |
| Versenyző            | Versenyszám | Ellenfél Eredmény            | Ellenfél Eredmény | Ellenfél Eredmény | Ellenfél Eredmény | Ellenfél Eredmény            | Ellenfél Eredmény | Ellenfél Eredmény | Ellenfél Eredmény | Ellenfél Eredmény | Ellenfél Eredmény | Ellenfél Eredmény | Helyezés |
| -------------------- | ----------- | ---------------------------- | ----------------- | ----------------- | ----------------- | ---------------------------- | ----------------- | ----------------- | ----------------- | ----------------- | ----------------- | ----------------- | -------- |
| José Manuel Restrepo | 48 kg       | Armen Mkrtcsjan (ARM) · 0–10 |                   |                   |                   | Vlatko Szokolov (MKD) · 4–15 | kiesett           | kiesett           | kiesett           | kiesett           | kiesett           |                   | 15.      |

## Kerékpározás

### Hegyi-kerékpározás
| Versenyző  | Versenyszám        | Idő                | Helyezés |
| ---------- | ------------------ | ------------------ | -------- |
| Jhon Arias | Férfi terepverseny | 2:42:04 (+0:24:26) | 23.      |
| Juan Arias | Férfi terepverseny | 2:50:44 (+0:33:06) | 34.      |

### Országúti kerékpározás
Férfi
| Versenyző     | Versenyszám   | Idő                | Helyezés      |
| ------------- | ------------- | ------------------ | ------------- |
| Dubán Ramírez | Időfutam      | 1:11:18 (+0:07:13) | 29.           |
| Dubán Ramírez | Mezőnyverseny | nem ért célba      | nem ért célba |
| Ruber Marín   | Mezőnyverseny | 4:56:45 (+2:49)    | 47.           |
| Óscar Giraldo | Mezőnyverseny | 4:56:50 (+2:54)    | 86.           |
| Raúl Montana  | Mezőnyverseny | nem ért célba      | nem ért célba |
| Javier Zapata | Mezőnyverseny | 4:56:50 (+2:54)    | 84.           |
| Javier Zapata | Időfutam      | 1:15:09 (+0:11:04) | 37.           |

Női
| Versenyző        | Versenyszám   | Idő                | Helyezés      |
| ---------------- | ------------- | ------------------ | ------------- |
| Maritza Corredor | Mezőnyverseny | nem ért célba      | nem ért célba |
| Maritza Corredor | Időfutam      | 0:42:06 (+0:05:26) | 24.           |

### Pálya-kerékpározás
Pontversenyek
| Név          | Versenyszám       | Pont          | Körhátrány    | Helyezés      |
| ------------ | ----------------- | ------------- | ------------- | ------------- |
| Marlon Pérez | Férfi pontverseny | nem ért célba | nem ért célba | nem ért célba |

Üldözőversenyek
| Versenyző                                            | Versenyszám  | Selejtező | Selejtező | Negyeddöntő  | Negyeddöntő | Elődöntő     | Elődöntő  | Döntő        | Döntő     | Helyezés |
| Versenyző                                            | Versenyszám  | Idő       | Hely.     | Ellenfél Idő | Saját idő   | Ellenfél Idő | Saját idő | Ellenfél Idő | Saját idő | Helyezés |
| ---------------------------------------------------- | ------------ | --------- | --------- | ------------ | ----------- | ------------ | --------- | ------------ | --------- | -------- |
| Jhon García Marlon Pérez Yovani López José Velásquez | Férfi csapat | 4:26,400  | 17.       | kiesett      | kiesett     | kiesett      | kiesett   | kiesett      | kiesett   | 17.      |

## Lovaglás
Díjugratás
| Versenyző        | Ló        | Versenyszám | Selejtező | Selejtező | Selejtező | Selejtező | Selejtező | Selejtező     | Selejtező     | Selejtező     | Döntő   | Döntő   | Végeredmény | Végeredmény |
| Versenyző        | Ló        | Versenyszám | 1. kör    | 1. kör    | 2. kör    | 2. kör    | 2. kör    | 3. kör        | 3. kör        | 3. kör        | Döntő   | Döntő   | Végeredmény | Végeredmény |
| Versenyző        | Ló        | Versenyszám | Bünt.     | Hely.     | Bünt.     | Össz.     | Hely.     | Bünt.         | Össz.         | Hely.         | Bünt.   | Hely.   | Bünt.       | Helyezés    |
| ---------------- | --------- | ----------- | --------- | --------- | --------- | --------- | --------- | ------------- | ------------- | ------------- | ------- | ------- | ----------- | ----------- |
| Manuel Torres    | Cartagena | Egyéni      | 12,00     | 58.       | 12,00     | 24,00     | 51.       | 0,00          | 24,00         | 40.           | kiesett | kiesett | kiesett     | kiesett     |
| Alejandro Davila | Ejemplo   | Egyéni      | 16,00     | 68.       | 36,25     | 52,25     | 72.       | nem ért célba | nem ért célba | nem ért célba | kiesett | kiesett | kiesett     | kiesett     |

## Ökölvívás
| Versenyző      | Versenyszám  | Selejtező                       | Nyolcaddöntő               | Negyeddöntő                  | Elődöntő          | Döntő             | Helyezés |
| Versenyző      | Versenyszám  | Ellenfél Eredmény               | Ellenfél Eredmény          | Ellenfél Eredmény            | Ellenfél Eredmény | Ellenfél Eredmény | Helyezés |
| -------------- | ------------ | ------------------------------- | -------------------------- | ---------------------------- | ----------------- | ----------------- | -------- |
| Beibis Mendoza | Papírsúly    | Domenic Figliomeni (CAN) · 12–1 | Oleh Kirjuhin (UKR) · 6–18 | kiesett                      | kiesett           | kiesett           | 9.       |
| Daniel Reyes   | Légsúly      | Tebebu Behonegn (ETH) · 16–2    | Háled Faláh (SYR) · 15–13  | Albert Pakejev (RUS) · 13–13 | kiesett           | kiesett           | 5.       |
| Marcos Vernal  | Harmatsúly   | Hicham Nafil (MAR) · 3–16       | kiesett                    | kiesett                      | kiesett           | kiesett           | 17.      |
| Dario Esalas   | Kisváltósúly | Gerry Legras (SEY) · 12–26      | kiesett                    | kiesett                      | kiesett           | kiesett           | 17.      |

## Sportlövészet
Férfi
| Versenyző      | Versenyszám          | Selejtező | Selejtező | Döntő   | Döntő    |
| Versenyző      | Versenyszám          | Pont      | Helyezés  | Pont    | Helyezés |
| -------------- | -------------------- | --------- | --------- | ------- | -------- |
| Bernardo Tovar | Légpisztoly          | 577       | 19.***    | kiesett | kiesett  |
| Bernardo Tovar | Gyorstüzelő pisztoly | 565       | 23.       | kiesett | kiesett  |
| Bernardo Tovar | Szabadpisztoly       | 558       | 16.**     | kiesett | kiesett  |
| Danilo Caro    | Trap                 | 118       | 31.*****  | kiesett | kiesett  |

** - két másik versenyzővel azonos eredményt ért el

*** - három másik versenyzővel azonos eredményt ért el

***** - öt másik versenyzővel azonos eredményt ért el

## Súlyemelés
| Versenyző             | Versenyszám | Szakítás | Szakítás | Lökés    | Lökés    | Összesen | Helyezés |
| Versenyző             | Versenyszám | Eredmény | Helyezés | Eredmény | Helyezés | Összesen | Helyezés |
| --------------------- | ----------- | -------- | -------- | -------- | -------- | -------- | -------- |
| Juan Carlos Fernández | 54 kg       | 110,0    | 9.*      | 145,0    | 5.*      | 255,0    | 8.       |
| Nelson Castro         | 54 kg       | 105,0    | 14.*     | 130,0    | 16.*     | 235,0    | 16.      |
| Roger Berrio          | 64 kg       | 122,5    | 24.*     | 155,0    | 22.*     | 277,5    | 26.      |
| Álvaro Velasco        | 76 kg       | 145,0    | 15.      | 180,0    | 10.*     | 325,0    | 12.      |
| Deivan Valencia       | 99 kg       | 152,5    | 20.*     | 195,0    | 15.      | 347,5    | 18.      |

* - másik versenyzővel azonos eredményt ért el

## Úszás
Férfi
| Versenyző          | Versenyszám    | Előfutam | Előfutam | Előfutam | Döntő   | Döntő   | Döntő   | Helyezés |
| Versenyző          | Versenyszám    | Idő      | Hely.    | Össz.    | Típus   | Idő     | Hely.   | Helyezés |
| ------------------ | -------------- | -------- | -------- | -------- | ------- | ------- | ------- | -------- |
| Diego Perdomo      | 100 m gyors    | 53,01    | 6.       | 54.      | kiesett | kiesett | kiesett | kiesett  |
| Diego Perdomo      | 100 m pillangó | 55,08    | 7.       | 30.      | kiesett | kiesett | kiesett | kiesett  |
| Alejandro Bermúdez | 400 m gyors    | 3:57,45  | 1.       | 21.      | kiesett | kiesett | kiesett | kiesett  |
| Alejandro Bermúdez | 400 m vegyes   | 4:27,97  | 6.       | 17.      | B       | 4:26,64 | 5.      | 13.      |
| Mauricio Moreno    | 100 m mell     | 1:05,22  | 2.       | 32.      | kiesett | kiesett | kiesett | kiesett  |
| Armando Serrano    | 200 m vegyes   | 2:09,67  | 3.       | 33.      | kiesett | kiesett | kiesett | kiesett  |

Női
| Versenyző       | Versenyszám | Előfutam | Előfutam | Előfutam | Döntő   | Döntő   | Döntő   | Helyezés |
| Versenyző       | Versenyszám | Idő      | Hely.    | Össz.    | Típus   | Idő     | Hely.   | Helyezés |
| --------------- | ----------- | -------- | -------- | -------- | ------- | ------- | ------- | -------- |
| Isabel Ceballos | 100 m mell  | 1:14,75  | 3.       | 38.      | kiesett | kiesett | kiesett | kiesett  |
| Isabel Ceballos | 200 m mell  | 2:36,94  | 2.       | 30.      | kiesett | kiesett | kiesett | kiesett  |

## Vívás
Férfi
| Versenyző       | Versenyszám       | Selejtező                   | 32-es főtábla              | Nyolcaddöntő                    | Negyeddöntő       | Elődöntő          | Bronz- mérkőzés   | Döntő             | Helyezés |
| Versenyző       | Versenyszám       | Ellenfél Eredmény           | Ellenfél Eredmény          | Ellenfél Eredmény               | Ellenfél Eredmény | Ellenfél Eredmény | Ellenfél Eredmény | Ellenfél Eredmény | Helyezés |
| --------------- | ----------------- | --------------------------- | -------------------------- | ------------------------------- | ----------------- | ----------------- | ----------------- | ----------------- | -------- |
| Mauricio Rivas  | Párbajtőr, egyéni | erőnyerő                    | Jim Carpenter (USA) · 15–9 | Jean-Michel Henry (FRA) · 11–15 | kiesett           | kiesett           | kiesett           | kiesett           | 13.      |
| Juan Miguel Paz | Párbajtőr, egyéni | Jim Carpenter (USA) · 11–15 | kiesett                    | kiesett                         | kiesett           | kiesett           | kiesett           | kiesett           | 41.      |